# Атрофанеура Семпера
Атрофанеура Семпера (лат. Atrophaneura semperi) — дневная бабочка семейства парусники (Papilionidae).

## Описание
Размах крыльев 12—15 см. Передние крылья самца узкие, удлинённые. У самки более широкие. Крылья самца с верхней стороны однотонные, чёрные, на внутренней стороне нижних крыльев находится относительно крупное поле кремово-коричневатого цвета. С нижней стороны задних крыльев находятся ярко-красные пятна с чёрными глазками внутри.
Тело красное.
Самка крупнее самца. Основной фон крыльев — тёмный. На верхнее стороне передних крыльев находится
крупное поле со светлым напылением между жилками. Задние крылья с зубчатым наружным краем, с коротким хвостиком. На нижних крыльях находятся перевязи из кремово-белых и розоватых серповидных пятен. Такой же рисунок дублируется на нижней стороне, но пятна окрашены ярко-розовым цветом и занимают почти половину крыла.

## Подвиды
Описано несколько островных изолированных подвидов, которые незначительно различаются между собой, в первую очередь размерами и оттенками красных пятен на нижней поверхности крыльев. В наибольшей степени выделяется подвид A. semperi melanotatus с острова Палаван голова, грудь и брюшко которого не красные, а чёрные.
- Atrophaneura semperi albofasciata [Semper, 1892]
- Atrophaneura semperi aphthonia [Rothschild, 1908]
- Atrophaneura semperi baglantis [Rothschild, 1908]
- Atrophaneura semperi imogene [Schröder & Treadaway, 1979]
- Atrophaneura semperi justini [Page & Treadaway, 2003]
- Atrophaneura semperi lizae [Schröder & Treadaway, 1984]
- Atrophaneura semperi melanotus [Staudinger, 1889]
- Atrophaneura semperi sorsogona [Page & Treadaway, 1996]
- Atrophaneura semperi supernotatus [Rothschild, 1895]

## Ареал
Встречается на Филиппинах.

## Кормовые растения гусениц
Растения семейства Aristolochiaceae (Кирказоновые).